# Adam Mitchell (futbolista)
Adam Mitchell (1 de junio de 1996 en Vrgorac) es un futbolista croata nacionalizado neozelandés que juega como defensor en el Auckland City Football Club de la New Zealand National League neozelandesa.

## Carrera
En 2013 firmó con el Wanderers, un club recién formado para disputar la ASB Premiership por jugadores elegibles para jugar la Copa Mundial Sub-20 de 2015. Una vez terminado el torneo, el equipo fue disuelto y Mitchell firmó con el WaiBOP United. En 2016 viajó a Belgrado, Serbia para probarse en el Estrella Roja. Al tener éxito en la prueba, firmó un contrato con el club. Luego de un tiempo a préstamo en el OFK Belgrado, en 2017 rescindió su contrato de mutuo acuerdo y firmó con el Celje esloveno. Luego de volver a quedar libre, fichó para el Bolton Wanderers inglés ese mismo año, con el propósito de jugar sobre todo para el equipo sub-23 en la Professional Development League.

### Clubes
| Club                        | País          | Año               |
| --------------------------- | ------------- | ----------------- |
| Wanderers                   | Nueva Zelanda | 2013 - 2015       |
| WaiBOP United               | Nueva Zelanda | 2015 - 2016       |
| Estrella Roja               | Serbia        | 2016 - 2017       |
| OFK Belgrado (a préstamo)   | Serbia        | 2016              |
| Celje                       | Eslovenia     | 2017              |
| Bolton Wanderers            | Inglaterra    | 2017 - 2018       |
| Team Wellington             | Nueva Zelanda | 2018 - 2019       |
| Auckland City Football Club | Nueva Zelanda | 2019 - Actualidad |

### Selección nacional
Ganó con la selección neozelandesa sub-17 el Campeonato de la OFC 2013, torneo en el que fue elegido como mejor jugador. Disputó también los tres encuentros de la Copa Mundial de la categoría de ese año. En 2015 afrontó la Copa Mundial Sub-20 con los Junior All Whites.
Debutó con la selección mayor el 24 de marzo de 2018 en un amistoso que fue derrota por 1-0 ante Canadá.

#### Partidos y goles internacionales
| Partidos y goles internacionales | Partidos y goles internacionales | Partidos y goles internacionales | Partidos y goles internacionales | Partidos y goles internacionales | Partidos y goles internacionales | Partidos y goles internacionales |
| #                                | Fecha                            | Estadio                          | Rival                            | Resultado                        | Competición                      | Gol(es)                          |
| -------------------------------- | -------------------------------- | -------------------------------- | -------------------------------- | -------------------------------- | -------------------------------- | -------------------------------- |
| 2018                             |                                  |                                  |                                  |                                  |                                  |                                  |
| 1                                | 24 de marzo                      | Pinatar Arena, Murcia            | Canadá                           | 0 – 1                            | Amistoso                         |                                  |
| 2                                | 2 de junio                       | Mumbai Football Arena, Bombay    | Kenia                            | 1 – 2                            | Copa Intercontinental 2018       |                                  |
| 3                                | 5 de junio                       | Mumbai Football Arena, Bombay    | China Taipéi                     | 1 – 0                            | Copa Intercontinental 2018       |                                  |
| 4                                | 7 de junio                       | Mumbai Football Arena, Bombay    | India                            | 2 – 1                            | Copa Intercontinental 2018       |                                  |